# Zisterzienserinnenkloster Galilea
Das Zisterzienserinnenkloster Galilea (auch: Vrouwenklooster) war von 1249 bis 1580 ein Kloster der Zisterzienserinnen  in Burum, Gemeinde Noardeast-Fryslân, Provinz Friesland in den Niederlanden.

## Geschichte
Das Zisterzienserinnenpriorat Vrouwenklooster oder Galilea wurde im 13. Jahrhundert (möglicherweise 1249) am Fluss Lauwers gestiftet und der Aufsicht der benachbarten Zisterzienserabtei Gerka unterstellt. 1580 kam es im Zuge der Entstehung der protestantischen  Republik der Sieben Vereinigten Provinzen zur Auflösung des Klosters und zum Abbau der Gebäude. Heute erinnern in Burum nur noch der „Kloosterweg“ und die Gemarkung „Galilea“ an das einstige Kloster.